# Klaus-Peter Diehl
Klaus-Peter Diehl (* 19. September 1966 geboren in Mainz) ist ein deutscher Musiker, Dirigent und Kirchenmusiker.

## Leben
Klaus-Peter Diehl wuchs in Burbach im Siegerland auf. Er startete seine musikalische Laufbahn im örtlichen CVJM-Posaunenchor, wo er mit dem Tenorhorn begann. Mittlerweile sind Posaune und Euphonium seine Hauptinstrumente.
Nach seinem Musikstudium u. a. an der Hochschule für Kirchenmusik Herford sowie seiner Tätigkeit als Bassposaunist im Stabsmusikkorps der Bundeswehr (heute Musikkorps der Bundeswehr) trat er 1993 seine Arbeit als Bundesposaunenwart im CVJM-Westbund an. Berufsbegleitend absolvierte er eine Ausbildung an der FH Bochum im Fach „Kultur&Eventmanagement“.
Zu seinen Hauptaufgaben gehören die Fortbildung der Laienmusikern seines Verbandes, die Ausbildung der Dirigenten sowie die Nachwuchsförderung. Seit 1993 sind mehr als 40 Tonträger unter seiner Leitung entstanden. Er ist auch (Mit-)Herausgeber von Notenausgaben, zum Beispiel Da Capo, Farbe kommt in dein Leben, Just Roblee I+II, Just Michael, Just Luis, Zeichen deiner Nähe, Zeichen deiner Liebe, Zeichen deiner Größe. Seine neueste Herausgabe ist das umfangreiche Werk „Zwischentöne“.
Neben seinen Aufgaben als Bundesposaunenwart ist Diehl auch seit 2009 Leiter der „Teenager Brass Academy“ des CVJM.
2015 gründete er den „BuJuPo“, den Bundesjugendposaunenchor im CVJM-Westbund, dem 35 bis 40 ausgewählte junge Blechbläser angehören. Seit 1993 lebt Klaus-Peter Diehl in Hille. Er ist verheiratet und hat vier Söhne.